# Guillermo Betancourt
Guillermo Betancourt Scull, född den 19 juli 1963, är en kubansk fäktare som tog OS-silver i herrarnas lagtävling i florett i samband med de olympiska fäktningstävlingarna 1992 i Barcelona.